# 塔加特·塔祖丁

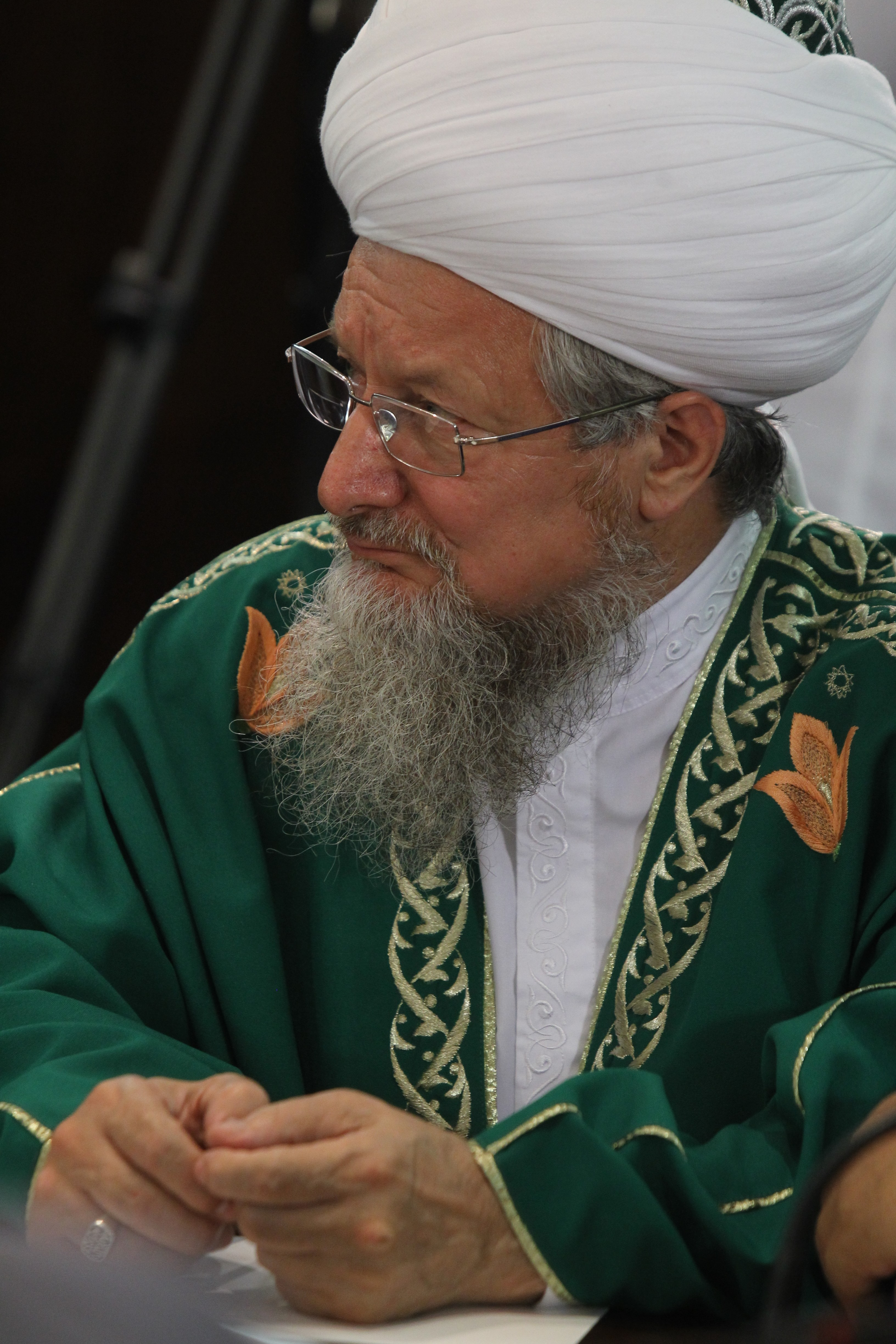
2011

塔加特·塔祖丁（俄语：Талгат Сафич Тадзетдинов / Талгат Таджуддин，1948年10月12日—）是俄罗斯一位謝赫伊斯蘭。 1992年，塔加特·塔祖丁出任俄罗斯大穆夫提和俄罗斯穆斯林中央精神管理局主席。 塔加特·塔祖丁反對骄傲游行而且支持俄羅斯入侵烏克蘭以及歐亞主義。